# Joan Munar Martínez
Joan Munar Martínez (nascido em 1 de fevereiro de 1996) é um atleta paralímpico espanhol. Representou a Espanha nos Jogos Paralímpicos de Verão de 2012 em Londres.